# Adelaide av Sachsen-Meiningen
Adelaide av Sachsen-Meiningen, född 13 augusti 1792, död 2 december 1849, var en brittisk drottning, gift med Vilhelm IV 1818, och krönt 1831. Hon beskrivs som foglig, diskret och huslig, men utövade ett visst inflytande på kungen i högerkonservativ riktning. 

## Biografi
Adelaide föddes i Meiningen i det tyska hertigdömet Sachsen-Meiningen som dotter till Georg I av Sachsen-Meiningen, och Luise Eleonore av Hohenlohe-Langenburg. 

### Äktenskap
Adelaide var prinsessa från en av de minst betydelsefulla tyska småstaterna. Äktenskapet arrangerades på grund av bristen på arvingar inom den engelska kungafamiljen, som gjorde det nödvändigt även för kungens yngre söner att gifta sig, då kronprinsens enda barn, prinsessan Charlotte Augusta, dog barnlös. 
Hon beskrevs som foglig, lugn, ödmjuk och hemkär, och dessutom från en familj som inte ville tacka nej av ekonomiska skäl. William skrev till sin illegitime son: "Hon är dömd, stackars oskyldiga varelse, till att bli min fru". De gifte sig 1818. Paret kom ganska väl överens och Adelaide gjorde honom stabilare och taktfullare, fick honom att dricka mindre och leva ett lugnt hemliv. 
Maken, som var mer än tjugo år äldre än hon, hade redan omkring tio utomäktenskapliga barn tillsammans med skådespelerskan Dorothy Jordan. Adelaide genomgick fem graviditeter, varav en med tvillingar (1822), men inget av barnen överlevde särskilt länge. Rykten om graviditeter efter att William blev kung 1830 avfärdades alltid av honom som "förbannade dumheter". Adelaide blev kronprinsessa 1827 och drottning år 1830.

### Drottning
Drottning Adelaide var populär för sin religiositet, sin blygsamhet och välgörenhet. Hon gav alltid en del av sina inkomster till välgörenhet. Vid hovet krävde hon att hovdamerna skulle bära mindre urringningar. 
Hon hade starka högersympatier politiskt, och även om hon utåt aldrig uttryckte politiska åsikter, troddes hon påverka kungen i reformfientlig riktning, som angående rösträttsreformen 1832. Hon ryktades ha ett förhållande med sin kammarherre, högerpolitikern Lord Howe; detta anses inte troligt, men Howe förlorade sin anställning hos henne. Hon gjorde också försök att påverka kungen, som då hon avrådde honom att reformera irländska kyrkan. 
Hon hade en god relation med den framtida drottning Victoria. 

### Änkedrottning
Adelaide närvarade i april 1837 vid sin mors dödsbädd i Meiningen, och blev samtidigt själv långvarigt sjuk, men tillfrisknade. Hon återvände till Storbritannien för att närvara vid makens dödsbädd i juni. Vilhelm IV avled 20 juni 1837 och efterträddes då av sin brorsdotter Victoria. 
Adelaide blev då den första änkedrottning i England sedan Katarina av Braganza 1685. Hon hade en fortsatt god relation med drottning Victoria, och tog ofta emot denna som gäst. Hon hade de officiella bostäderna Marlborough House, Pall Mall, Bushy House och Bushy Park vid Hampton Court. Hon bytte allt oftare bostad under senare år då hon sökte efter det rätta klimatet för sin försämrade hälsa, och gjorde också flera hälsoresor till Malta och Madeira. Hon besökte sitt hemland Meiningen för sista gången 1838. Från 1847 hade hon invalidiserats av en allt sämre hälsa.  

## Eftermäle
Adelaide i Australien (1836), liksom en stor mängd orter och gator i olika delar av det före detta brittiska imperiet, är uppkallat efter henne.
Asteroiden 525 Adelaide är uppkallad efter henne.